# Беликов, Владимир Иванович
Влади́мир Ива́нович Бе́ликов (род. 13 марта 1950, Вязники, Владимирская область) — советский и российский лингвист и этнограф, социолингвист. Доктор филологических наук (2006).

## Биография
Окончил филологический факультет МГУ. В 1985 году защитил кандидатскую диссертацию «Диахроническое изучение предикативов в полинезийских языках». Доктор филологических наук (2007, диссертация в форме научного доклада «Конвергентные процессы в лингвогенезе»). С 2004 года — ведущий научный сотрудник ИРЯ РАН. Преподавал в МГУ (культурология, социология, социолингвистика).
Читал курсы лекций в США (1993), Швеции (1996), Латвии (1999); многократно участвовал в международных конференциях, печатается в зарубежной научной и научно-популярной периодике (Journal of Pidgin and Creole Languages, Pacific Studies, Russian Linguistics, Курьер ЮНЕСКО и др.).

## Научная деятельность
Круг профессиональных интересов В. И. Беликова охватывает различные аспекты теоретического языкознания; среди них — типология, компаративистика, контактология, семиотика, русистика и ряд смежных с языкознанием дисциплин. Значителен его вклад в изучение истории полинезийских языков и социолингвистических проблем Океании; он имеет также ряд работ по истории, антропологии, религиозным верованиям и демографии этого региона. Одно из центральных мест в проблематике работ Беликова занимают языковые контакты, исследование генезиса и функционирования пиджинов и креольских языков; его работы в этой области получили широкое международное признание (см.: John A. Holm. Focus on Creolists: Vladimir Belikov, in: «The Carrier Pidgin», vol. 18, no. 1, 1990). В 1998 году в издательстве «Наука» вышла его обобщающая монография «Пиджины и креольские языки Океании. Социолингвистический очерк».
В последние годы В. И. Беликов уделяет большое внимание изучению истории и современного состояния социолингвистической и этнокультурной ситуации в России; был координатором работ международного проекта Atlas of the languages of intercultural communication по зоне СССР. В соавторстве с Л. П. Крысиным им опубликован учебник для вузов «Социолингвистика» (М., изд. РГГУ, 2001). Научный редактор словаря «Языки русских городов».

## Монографии
- Тонга — последнее королевство в Океании [брошюра]. Серия «У политической карты мира», № 2, 1991, М.: Знание, 64 с. (совм. с В. П. Николаевым).
- Задачи по лингвистике, часть 1. М., РГГУ, 1991, 106 с. (совм. с М. Е. Алексеевым, С. М. Евграфовой и Е. В. Муравенко).
- Пиджины и креольские языки Океании. Социолингвистический очерк [монография]. М.: Восточная литература, 1998. 200 с.
- Социолингвистика [учебник]. М., Изд. РГГУ, 2001. (совм. с Л. П. Крысиным).- 439 с.
- Маорийские синкретические религии в прошлом и настоящем // Прошлое и настоящее Австралии и Океании. М.: Наука, 1979, стр.215-228.
- Происхождение и миграции полинезийцев (по лингвистическим данным) // Пути развития Австралии и Океании: история, экономика, этнография. М.: Наука, 1981, стр.243-254.

## Статьи
- О словарях, «содержащих нормы современного русского литературного языка при его использовании в качестве государственного языка Российской Федерации» — Грамота.ру, 2010.